# Вовкозуб
Вовкозуб (Lycodon) — рід змій з родини полозові (Colubridae). Має 68 видів.

## Опис
Загальна довжина представників цього роду коливається від 40 до 100 см з хвостом середньої довжини. Тулуб циліндричний та дещо сплощений, вкритий 17-19 рядками гладенких або трохи кілеватою лускою. Черевних щитків — 153—256, їх бічний край утворює кіль. Кількість підхвостових щитків коливається від 42 до 208 пар. Голова невелика, пласка, шийне перехоплення слабко виражене, голова незначно відмежована від шиї. Зіниця ока вертикально-еліптична. Верхньощелепна кістка сильно вигнута й має 1 пару великих іклів попереду. Група з 10-20 зубів у задній частині кістки відокремлена від іклів беззубим простором (діастемою). На нижньощелепній кістці є 1 пара дуже великих зубів, яка також відокремлена беззубим простором від 20 дрібних зубів, розташованих у її задній частині.
Забарвлення різних видів волкозубів дуже різноманітна. Найчастіше по чорно-коричневому фону проходять світлі поперечні смуги та плями, нерідко присутній біло-жовтий нашийник.

## Спосіб життя
Полюбляють тропічні та субтропічні ліси. Зустрічається на висоті до 2000 м над рівнем моря. Активні вночі. Волкозуби — дуже потайливі змії. Харчуються ящірками, дрібними зміями й членистоногими.
Це яйцекладні змії. Самиці відкладають до 8—10 яєць.

## Розповсюдження
Мешкають у південній та південно-східній Азії, а також в Австралії.

## Види
- Lycodon albofuscus (Duméril, Bibron & Duméril, 1854)
- Lycodon alcalai Ota & Ross, 1994
- Lycodon anamallensis Günther, 1864
- Lycodon aulicus (Linnaeus, 1758)
- Lycodon banksi Luu et al., 2018
- Lycodon bibonius Ota & Ross, 1994
- Lycodon butleri Boulenger, 1900
- Lycodon cathaya Wang, Qi, Lyu, Zeng, & Wang, 2020
- Lycodon capucinus F. Boie, 1827
- Lycodon cardamomensis Daltry & Wüster, 2002
- Lycodon carinatus (Kuhl, 1820)
- Lycodon cavernicolus Grismer[fr] et al., 2011
- Lycodon chithrasekarai Wickramasinghe et al., 2020
- Lycodon chrysoprateros Ota & Ross, 1994
- Lycodon davidi G. Vogel et al., 2012
- Lycodon davisonii (Blanford, 1878)
- Lycodon deccanensis Ganesh, Deuti, Punith, Achyuthan, Mallik, Adhikari, Vogel, 2020
- Lycodon dumerili (Boulenger, 1893)
- Lycodon effraenis Cantor, 1847
- Lycodon fasciatus (J. Anderson, 1879)
- Lycodon fausti Gaulke, 2002
- Lycodon ferroni Lanza[fr], 1999
- Lycodon flavicollis Mukherjee & Bhupathy, 2007
- Lycodon flavomaculatus Wall, 1907
- Lycodon flavozonatus (Pope, 1928)
- Lycodon futsingensis (Pope, 1928)
- Lycodon gammiei (Blanford, 1878)
- Lycodon gibsonae Vogel & David, 2019
- Lycodon gongshan G. Vogel & Luo, 2011
- Lycodon gracilis (Günther, 1864)
- Lycodon hypsirhinoides (Theobald, 1868)
- Lycodon jara (Shaw, 1802)
- Lycodon kundui M.A. Smith, 1943
- Lycodon laoensis Günther, 1864
- Lycodon liuchengchaoi Zhang et al., 2011
- Lycodon mackinnoni Wall, 1906
- Lycodon meridionale (Bourret, 1935)
- Lycodon muelleri A.M.C. Duméril, Bibron & A.H.A. Duméril, 1854
- Lycodon multifasciatus (Maki[fr], 1931)
- Lycodon multizonatus (Zhao[fr] & Jiang, 1981)
- Lycodon namdongensis Luu, Ziegler, Ha, Le, & Hoang, 2019
- Lycodon neomaculatus Nguyen, Lee, Pauwels, Kennedy-Gold, Poyarkov, David, Vogel, 2024
- Lycodon nympha (Daudin, 1803)
- Lycodon ophiophagus G. Vogel et al., 2009
- Lycodon orientalis (Hilgendorf, 1880)
- Lycodon paucifasciatus Rendahl in M.A. Smith, 1943
- Lycodon philippinus Griffin, 1909
- Lycodon pictus Janssen, Pham, Ngo, Le, Nguyen, & Ziegler, 2019
- Lycodon rosozonatus (Hu[fr] & Zhao, 1972)
- Lycodon rufozonatus Cantor, 1842
- Lycodon ruhstrati (Fischer[fr], 1886)
- Lycodon sealei Leviton, 1955
- Lycodon semicarinatus (Cope, 1860)
- Lycodon septentrionalis (Günther, 1875)
- Lycodon sidiki Wostl, Hamidy, Kurniawan & Smith, 2017
- Lycodon solivagus Ota & Ross, 1994
- Lycodon stormi Boettger, 1892
- Lycodon striatus (Shaw, 1802)
- Lycodon subannulatus (A.M.A. Duméril, Bibron & A.H.A. Duméril, 1854)
- Lycodon subcinctus F. Boie, 1827
- Lycodon synaptor G. Vogel & David, 2010
- Lycodon tessellatus Jan, 1863
- Lycodon tiwarii Biswas & Sanyal, 1965
- Lycodon travancoricus (Beddome, 1870)
- Lycodon tristrigatus Günther, 1858
- Lycodon zawi Slowinski et al., 2001[1]
- Lycodon zoosvictoriae Neang et al., 2014